# 710 Gertrud
710 Gertrud
710 Gertrud là một tiểu hành tinh ở vành đai chính, thuộc nhóm tiểu hành tinh Themis. Nó được xếp loại tiểu hành tinh kiểu C, có bề mặt tối, và thành phần cấu tạo dường như bằng vật liệu cacbonat.
Tiểu hành tinh này do Johann Palisa phát hiện ngày 28.2.1911 ở Viên và được đặt theo tên Gertrud, cháu gái gọi Johann Palisa bằng ông